# Verwaltungsgerichtshof (Österreich)

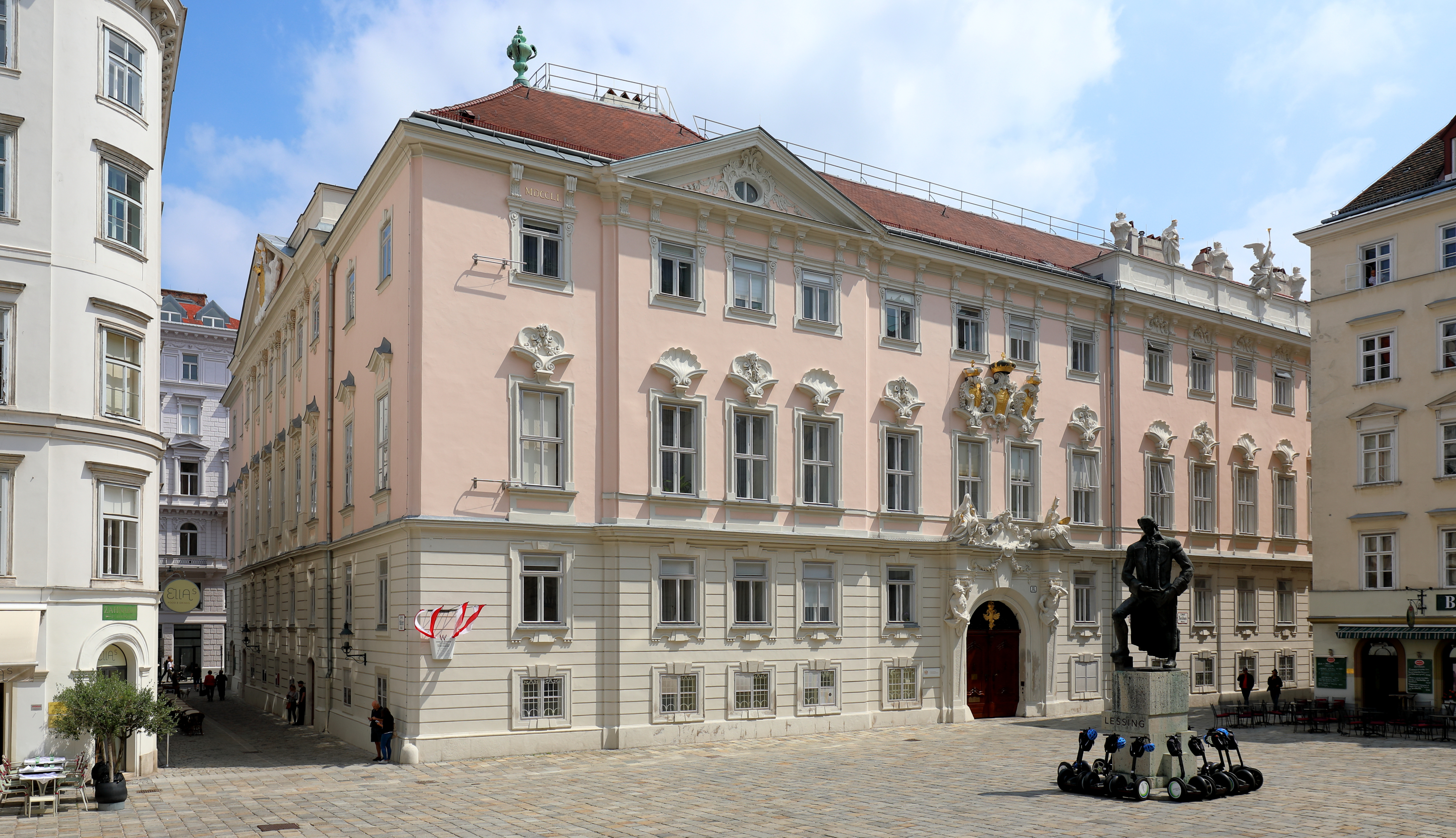
Der Verwaltungsgerichtshof in der ehemaligen Böhmischen Hofkanzlei am Judenplatz 11 in Wien

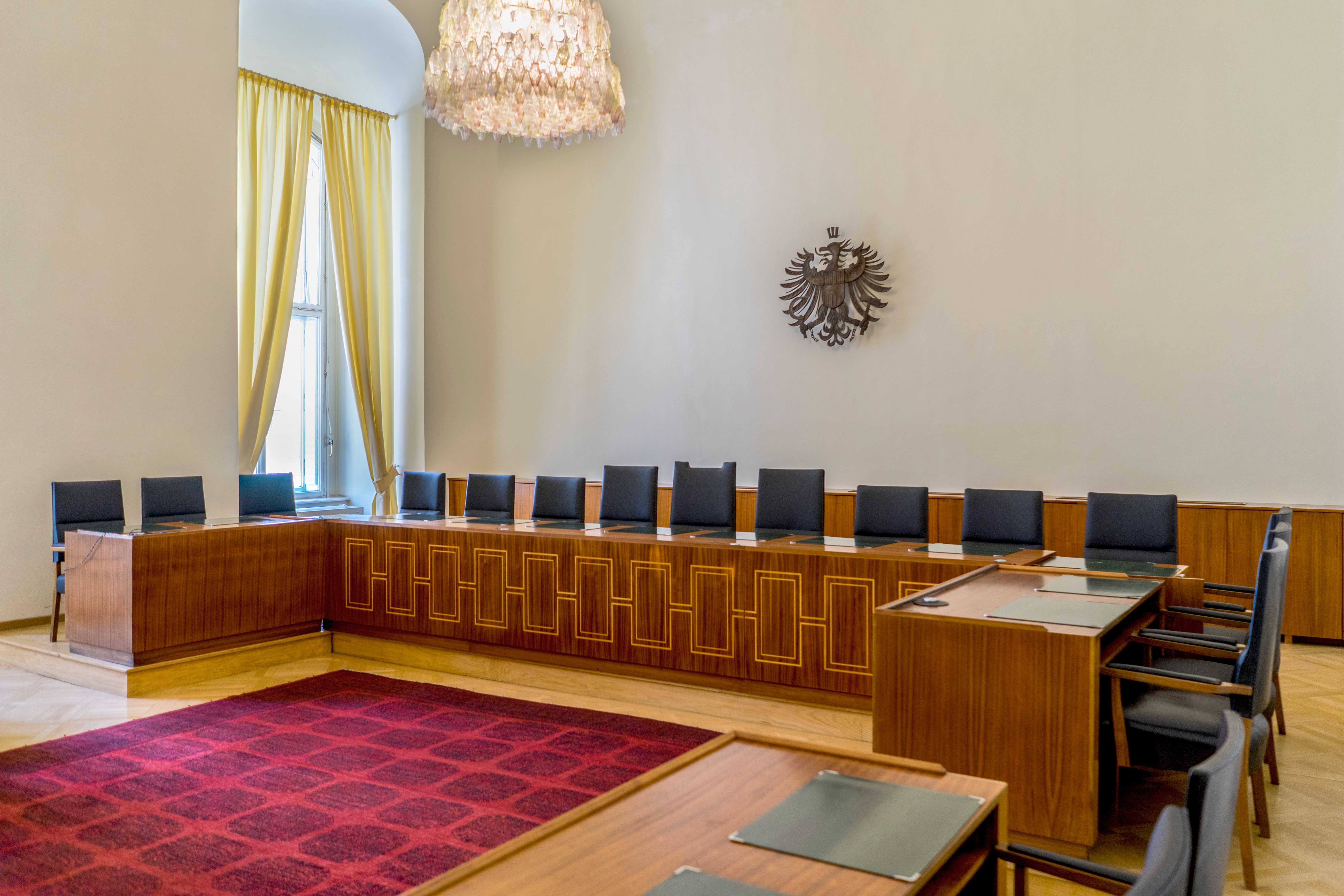
Verhandlungssaal des Verwaltungsgerichtshofs

Der Verwaltungsgerichtshof (VwGH) ist das in Österreich für die Verwaltungsgerichtsbarkeit zuständige Höchstgericht. Es ist damit neben dem Verfassungsgerichtshof (VfGH) und dem Obersten Gerichtshof (OGH) eines von drei Höchstgerichten in Österreich.

## Äußere Organisation
Die äußere Organisation des Verwaltungsgerichtshofes regeln Art. 134 B-VG und das Verwaltungsgerichtshofgesetz 1985. Der Verwaltungsgerichtshof besteht aus einem Präsidenten, einem Vizepräsidenten und aus weiteren Richtern. Die Richter des Verwaltungsgerichtshofes werden vom Bundespräsidenten auf Vorschlag der Bundesregierung ernannt. Soweit es sich nicht um die Stelle des Präsidenten oder des Vizepräsidenten des Verwaltungsgerichtshofes handelt, ist die Bundesregierung ihrerseits an Dreiervorschläge der Vollversammlung des Verwaltungsgerichtshofes gebunden. Fachliche Voraussetzungen für das Richteramt am Verwaltungsgerichtshof sind die Vollendung des Studiums der Rechtswissenschaft und eine mindestens zehnjährige Praxis in einem juristischen Beruf. Ihrer beruflichen Herkunft nach, kommen die Mitglieder des Verwaltungsgerichtshofes in der Regel aus der ordentlichen Gerichtsbarkeit (Zivil- und Strafgerichte), aus der allgemeinen Verwaltung des Bundes und der Länder, aus der Finanzverwaltung und der Rechtsanwaltschaft. Die Richter sind – so wie die Richter der ordentlichen Gerichtsbarkeit – unabhängig, unversetzbar und unabsetzbar. Sie treten mit Ablauf des Jahres, in dem sie das 65. Lebensjahr vollenden, in den Ruhestand.
Derzeit gehören dem Verwaltungsgerichtshof der Präsident Rudolf Thienel, 13 Senatspräsidenten und 53 Hofräte an.
Der Verwaltungsgerichtshof hat seinen Sitz in Wien im einstigen Gebäude der Böhmischen Hofkanzlei, 1., Judenplatz 11. Hier war bis 2012 auch der Verfassungsgerichtshof untergebracht.

## Zuständigkeiten
Der Verwaltungsgerichtshof entscheidet nach Art. 133 B-VG über:
- Revisionen gegen Erkenntnisse und Beschlüsse der Verwaltungsgerichte wegen Rechtswidrigkeit
- Anträge auf Fristsetzung wegen Verletzung der Entscheidungspflicht durch ein Verwaltungsgericht (Fristsetzungsantrag)
- Kompetenzkonflikte zwischen Verwaltungsgerichten oder zwischen einem Verwaltungsgericht und dem Verwaltungsgerichtshof.

Wichtigste Zuständigkeit des Verwaltungsgerichtshofes ist seine Entscheidung über Revisionen. Revision kann erheben:
- jede Person, die sich durch das Erkenntnis oder den Beschluss in seinen Rechten verletzt behauptet
- die belangte Verwaltungsbehörde im Verfahren vor dem Verwaltungsgericht
- der zuständige Bundesminister in bestimmten Angelegenheiten, in denen die Länder Bundesrecht vollziehen
- andere Personen und Institutionen in Fällen, in denen dies gesetzlich vorgesehen ist (Art. 133 Abs. 8 B-VG).

Voraussetzung für die Zulässigkeit einer Revision ist nach Art. 133 Abs. 4 und 9 B-VG:
[...]
Ob die Revision zulässig ist, hat gemäß § 25a Abs. 1 VwGG bereits das Verwaltungsgericht in seinem Erkenntnis oder Beschluss auszusprechen. Bejaht das Verwaltungsgericht die Zulässigkeit der Revision, kann eine ordentliche Revision erhoben werden. Verneint das Verwaltungsgericht die Zulässigkeit der Revision, kann eine außerordentliche Revision erhoben werden. Im Rahmen der außerordentlichen Revision ist gemäß § 28 Abs. 3 VwGG darzulegen, warum die Revision abweichend von der Meinung des Verwaltungsgerichts doch zulässig sei.
Rechtsmittel an den Verwaltungsgerichtshof unterliegen gemäß § 24 Abs. 2 VwGG dem Anwaltszwang. Mit anderen Worten müssen Rechtsmittel durch einen bevollmächtigten Rechtsanwalt verfasst sein und nicht bloß – wie früher – unterschrieben. In bestimmten Fällen kommt auch die Vertretung durch einen Steuerberater oder Wirtschaftsprüfer in Frage. Bedürftige Personen haben im Rahmen der Verfahrenshilfe Anspruch auf kostenlose Vertretung durch einen Rechtsanwalt.
Das Verfahren vor dem Verwaltungsgerichtshof ist im Verwaltungsgerichtshofgesetz 1985 (VwGG) und in der Geschäftsordnung des Verwaltungsgerichtshofes näher geregelt. Subsidiär (ersatzweise) kommt das Allgemeine Verwaltungsverfahrensgesetz 1991 (AVG) zur Anwendung.
Der Verwaltungsgerichtshof entscheidet immer in Senaten:
- Senate, die aus 5 Mitgliedern bestehen, (Fünfer-Senate) bilden hierbei den Regelfall. Sie sind zuständig, wenn nicht ausdrücklich der Dreier-Senat oder ein verstärkter Senat zuständig ist.
- Dreier-Senate werden vorwiegend zur Entscheidung in Verwaltungsstrafsachen und für formelle Entscheidungen gebildet.
- Dagegen sind verstärkte Senate (9 Mitglieder) zuständig, wenn von der bisherigen Rechtsprechung abgegangen wird oder wenn die zu lösende Rechtsfrage in der bisherigen Rechtsprechung nicht einheitlich beantwortet worden ist.

## Geschichte
Der Verwaltungsgerichtshof wurde verfassungsmäßig erstmals in der Dezemberverfassung 1867 vorgesehen. Im Konkreten wurde seine Errichtung erst durch das vom (seit 1871 amtierenden) Kabinett unter Fürst Adolf von Auersperg und dem Minister ohne Portefeuille Joseph Unger im Reichsrat eingebrachte Gesetz vom 22. Oktober 1875, kundgemacht am 2. April 1876, bestimmt. Ein weiteres Gesetz und zwei Verordnungen des Gesamtministeriums regelten im gleichen Jahr das Vorgehen bei Kompetenzkonflikten, die Geschäftsordnung und Personalangelegenheiten. Am 2. Juli 1876 nahm der Verwaltungsgerichtshof seine Tätigkeit auf. Ursprünglich bestand er aus 12 Mitgliedern. Im ersten Jahr hatte er 271 Beschwerden zu bearbeiten.
Die Prinzipien der Verwaltungsgerichtsbarkeit sind seit 1876 im Kern dieselben geblieben. Der seit 1876 geäußerte Wunsch nach verwaltungsgerichtlichen Unterinstanzen wurde vom Verfassungsgesetzgeber erst 2012 mit Wirksamkeitsbeginn 2014 erfüllt. Zum Ende der Monarchie 1918 bestand der Verwaltungsgerichtshof aus 49 Mitgliedern, an die pro Jahr etwa 10.000 Beschwerden herangetragen wurden.
Die Provisorische Nationalversammlung für Deutschösterreich beschloss am 6. Februar 1919 das Gesetz über die Errichtung eines deutschösterreichischen Verwaltungsgerichtshofes. Dem Gesetz entsprechend hatte der Vollzugsausschuss des Parlaments, der (am 15. März 1919 abgeschaffte) Staatsrat, die Richter zu ernennen. Der letzte Präsident des Reichsgerichts für die im Reichsrat vertretenen Königreiche und Länder, Karl Grabmayr, wurde zum Präsidenten des republikanischen Verwaltungsgerichtshofes ernannt.
1934 wurde der Verwaltungsgerichtshof von der Ständestaatsdiktatur mit dem Verfassungsgerichtshof zum Bundesgerichtshof vereinigt. Da die Verfassungsgerichtsbarkeit – im Gegensatz zur Verwaltungsgerichtsbarkeit – nach dem Anschluss Österreichs beseitigt wurde, erfolgte 1940 die Rückbenennung in Verwaltungsgerichtshof, 1941 die Fusion mit dem Preußischen Oberverwaltungsgericht zum Reichsverwaltungsgericht (RVG). Nach dem Ende der NS-Herrschaft nahm der Verwaltungsgerichtshof im Dezember 1945 seine Tätigkeit erneut auf.
Mit der Verwaltungsgerichtsbarkeits-Novelle 2012, die mit 1. Jänner 2014 in Kraft trat, wurden die Zuständigkeiten des Verwaltungsgerichtshofes umfassend geändert. Während vor dem 1. Jänner 2014 der Verwaltungsgerichtshof zuständig war, über Beschwerden gegen Bescheide der in letzter Instanz zuständigen Verwaltungsbehörden zu entscheiden, entscheiden nun die Verwaltungsgerichte (Landesverwaltungsgerichte, Bundesverwaltungsgericht, Bundesfinanzgericht) über solche Beschwerden (Bescheidbeschwerden). Der Verwaltungsgerichtshof kann sich fortan auf die Zuständigkeit als Revisionsinstanz konzentrieren. In diesem Zusammenhang ist anzumerken, dass der Verwaltungsgerichtshof traditionell zwar einziges Verwaltungsgericht in Österreich war, mit den Unabhängiger Verwaltungssenaten und den Kollegialbehörden mit richterlichem Einschlag jedoch auch andere Institutionen bestanden, die Verwaltungsgerichtsbarkeit im weiteren Sinn ausgeübt haben. Diese Institutionen waren in der Regel Tribunale (also Gerichte) im Sinne der Europäischen Menschenrechtskonvention, jedoch keine Gerichte im staatsrechtlichen Sinn (also im Sinne des Bundes-Verfassungsgesetzes). Im Jahr 2008 wurde mit dem Asylgerichtshof erstmals ein zweites Verwaltungsgericht geschaffen; dieses ist im Rahmen der Verwaltungsgerichtsbarkeits-Novelle 2012 im Bundesverwaltungsgericht aufgegangen.

### Präsidenten des Verwaltungsgerichtshofs
Dem Verwaltungsgerichtshof steht seit dessen Gründung ein Präsident vor, der aktuell, ebenso wie ein Vizepräsident, gemäß Art. 134 Abs. 4 B-VG auf Vorschlag der Bundesregierung vom Bundespräsidenten ernannt wird. Dabei ist die Bundesregierung bei ihrem Vorschlag – anders als bei den anderen Richtern des VwGH – für die Besetzung des Präsidenten- und Vizepräsidenten-Postens nicht an einen Dreiervorschlag des Gerichtshofs selbst gebunden. Nachdem der Verwaltungsgerichtshof der Republik Österreich in der Zeit von 1934 bis 1945 nicht existierte (zuerst ersetzt durch den ständestaatlichen Bundesgerichtshof und anschließend zu einem reichsdeutschen Verwaltungsgericht umfunktioniert), werden die Präsidenten seiner Nachfolgegerichte während dieser Zeit nicht in der Liste der Präsidenten des Verwaltungsgerichtshofs geführt.
| Name                    | Bestellung als Präsident | Ausscheiden aus dem Amt | davor Vizepräs. von bis | davor Senatspräs. von bis |  |
| ----------------------- | ------------------------ | ----------------------- | ----------------------- | ------------------------- |  |
| Karl von Stählin        | 1876                     | 1881                    |                         |                           |  |
| Richard Belcredi        | 1881                     | 1895                    |                         |                           |  |
| Friedrich von Schönborn | 1895                     | 1907                    |                         |                           |  |
| Olivier Bacquehem       | 1908                     | 1917                    | 1906–1908               | 1900–1906                 |  |
| Erwin von Schwartzenau  | 1917                     | 1919                    |                         |                           |  |
| Karl Grabmayr           | 1919                     | 1921                    |                         |                           |  |
| Max Schuster            | 1921                     | 1929                    |                         | 1912–1921                 |  |
| Hans Hiller-Schönaich   | 1930                     | 1931                    | 1929–1930               | 1924–1930                 |  |
| Wenzel Kamitz           | 1931                     | 1934                    | 1930–1931               | 1924–1930                 |  |
| Emmerich Coreth         | 1945                     | 1947                    |                         | 1935–1938                 |  |
| Josef Schlüsselberger   | 1947                     | 1950                    | 1945–1947               |                           |  |
| Paul Heiterer-Schaller  | 1951                     | 1955                    |                         |                           |  |
| Friedrich Eichler       | 1956                     | 1956                    |                         | 1951–1956                 |  |
| Anton Pilat             | 1957                     | 1961                    |                         | 1952–1957                 |  |
| Josef Guggenbichler     | 1962                     | 1967                    |                         | 1952–1962                 |  |
| Franz Dietmann          | 1968                     | 1969                    | 1962–1968               | 1956–1962                 |  |
| Oskar Donner            | 1970                     | 1971                    | 1968–1969               | 1961–1968                 |  |
| Sergius Borotha         | 1972                     | 1972                    | 1969–1972               | 1962–1969                 |  |
| Edwin Loebenstein       | 1973                     | 1979                    |                         |                           |  |
| Walter Rath             | 1980                     | 1983                    |                         | 1978–1980                 |  |
| Hubert Raschauer        | 1984                     | 1984                    | 1982–1984               | 1978–1982                 |  |
| Viktor Heller           | 1984                     | 1987                    | 1983–1984               |                           |  |
| Ingrid Petrik           | 1988                     | 1991                    | 1986–1988               |                           |  |
| Alfred Kobzina          | 1991                     | 1993                    | 1989–1991               | 1979–1989                 |  |
| Clemens Jabloner        | 1993                     | 2013                    | 1991–1993               |                           |  |
| Rudolf Thienel          | 2014                     |                         | 2007–2014               |                           |  |